# Gullborste
Gullborste (Galatella linosyris) är en växtart i familjen korgblommiga växter.

## Synonymer
Aster liburnicus (Spreng.) Rouy
Aster linosyris (L.) Bernh.
Aster savii Arcang.
Chrysocoma liburnica Spreng.
Chrysocoma linosyris L.
Chrysocoma palustris Savi
Crinitaria linosyris (L.) Less.
Crinitina linosyris (L.) Soják
Linosyris vulgaris DC.